# Babel (revista)
Babel fue una revista literaria fundada en 1921 en Buenos Aires, Argentina por Samuel Glusberg, que usaba el nombre de Enrique Espinoza, quien había nacido en Kishinev, que por entonces pertenecía al Imperio Ruso y vivía desde corta edad en Buenos Aires. Luego de publicarse desde 1921 hasta 1928 la revista desapareció para ser refundada por el mismo Glusberg en Santiago de Chile en 1939. 
Babel es una pequeña revista de artes y crítica que anhela mantener vivo el sentimiento de libertad, estimando que el hombre debe de ser la medida de todo. Su contribución a la cultura general esta patente en ensayos, relatos y poemas, y en los juicios que acerca de los mejores libros americanos inserta en cada número. La colaboración de autores de nuestro idioma es inédita, salvo indicación en contrario. Los ensayos de escritores norteamericanos, franceses, ingleses, rusos, alemanes, se traducen especialmente autorizados por los mismos. Aunque en escala modesta, Babel circula por todos los países americanos no falta en ninguna de las grandes bibliotecas y universidades del continente. Aparece cada bimestre, en volúmenes de 48 a 64 páginas. Como revista de suscriptores sólo esta en venta en pocas librerías. Su deseo es establecer relaciones directa con cuantos la honrar leyéndola... 
En la primera etapa de Babel, mientras aun su director se encontraba en Argentina colaboraron eminentes literatos de la generación madura y jóvenes como Jorge Mañach, Juan Marinello Vidaurreta, Mariano Picón-Salas, Arturo Uslar Pietri, Augusto d'Halmar, Gabriela Mistral, Pedro Prado, José Carlos Mariátegui y Jorge Basadre. La tradición literaria seguida por la revista estaba notoriamente influenciada en la obra de León Tolstói, Baruch de Spinoza, de Ivan Sergeyevich Turguéniev y de Heirich Heine. 
En su segunda etapa en Santiago de Chile, el comité asesor fue conformado por Manuel Rojas, Luis Franco, Mauricio Amster y los anarquistas Laín Diez Kaiser y José Santos Gonzáles Vera. En los números publicados en Chile a partir de 1939 -de los cuales hay una reedición en tres volúmenes de 2008- estuvieron presentes, entre otros, Baldomero Lillo con El obrero chileno en la pampa salitrera, Manuel Rojas con Entrada a Chile (trozo de la novela Hijo de ladrón), José Santos González Vera con Luis Emilio Recabarren. 